# Máy quang phổ

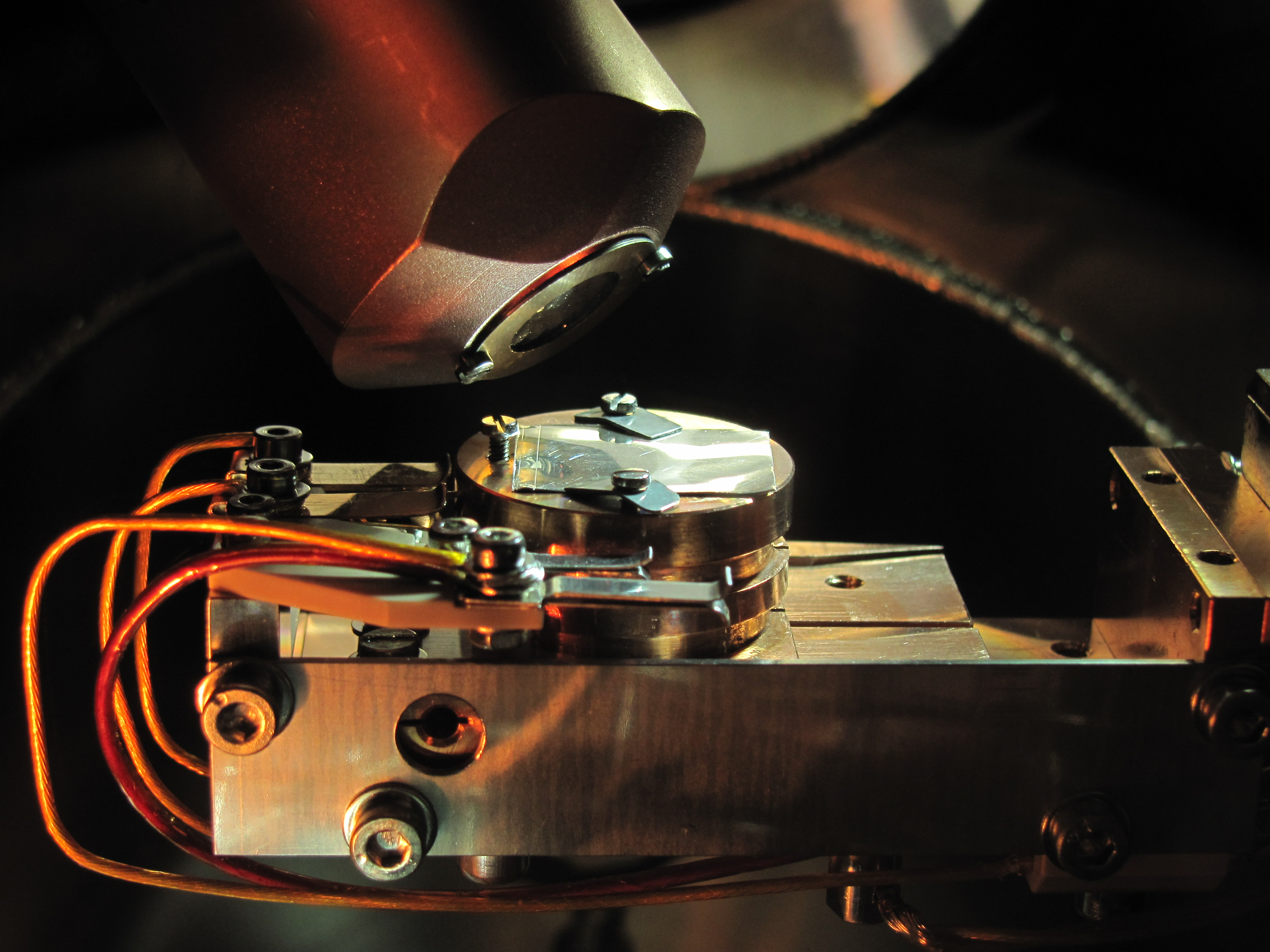
Máy quang phổ XPS

Máy quang phổ hay phổ kế (tiếng Anh: spectrometer /spɛkˈtrɒmɪtər/) là một công cụ khoa học sử dụng để tách và đo thành phần quang phổ của một hiện tượng vật lý. Phổ kế là một thuật ngữ rộng thường được sử dụng để mô tả các dụng cụ đo lường một biến liên tục của một hiện tượng trong đó các thành phần quang phổ được trộn lẫn bằng cách nào đó. Trong ánh sáng khả kiến, máy quang phổ có thể tách ánh sáng trắng và đo các dải màu hẹp riêng lẻ, được gọi là quang phổ. Máy quang phổ khối đo phổ của khối lượng của các nguyên tử hoặc phân tử có trong chất khí. Máy quang phổ đầu tiên được sử dụng để tách ánh sáng thành một mảng màu riêng biệt. Phổ kế được phát triển trong các nghiên cứu ban đầu về vật lý, thiên văn học và hóa học. Khả năng của quang phổ để xác định thành phần hóa học đã thúc đẩy sự tiến bộ của nó và tiếp tục là một trong những ứng dụng chính của nó. Máy quang phổ được sử dụng trong thiên văn học để phân tích thành phần hóa học của các ngôi sao và hành tinh, và máy quang phổ thu thập dữ liệu về nguồn gốc của vũ trụ và được sử dụng cho các lĩnh nhà máy, phòng thí nghiệm.
Ví dụ về máy quang phổ là các thiết bị tách các hạt, nguyên tử và phân tử bằng khối lượng, động lượng hoặc năng lượng của chúng. Những loại phổ kế này được sử dụng trong phân tích hóa học và vật lý hạt.

## Các loại máy quang phổ

### Máy quang phổ hấp thụ
Máy quang phổ hấp thụ (thường được gọi đơn giản là máy quang phổ), hiển thị cường độ ánh sáng dưới dạng hàm của bước sóng hoặc tần số. Các bước sóng ánh sáng khác nhau được phân tách bằng khúc xạ trong lăng kính hoặc nhiễu xạ bằng cách tử nhiễu xạ. Quang phổ tử ngoại-nhìn thấy (UV-Vis) là một ví dụ.

### Máy quang phổ phát xạ (Optical Emission Spectrometer - OES)
Quang phổ phát xạ hồ quang là kỹ thuật phân tích phá hủy mẫu, xác định thành phần của kim loại, hợp kim bằng cách đo cường độ của quang phổ sinh ra từ mẫu do electron lớp ngoài bị kích thích bởi nguồn nhiệt mạnh.

### Máy quang phổ điện tử
Một số dạng quang phổ liên quan đến phân tích năng lượng electron hơn là năng lượng photon. Phổ quang điện tử tia X (X-ray photoelectron spectroscopy - XPS) là một ví dụ.

### Khối phổ kế
Phương pháp khối phổ hay phương pháp phổ khối lượng (tiếng Anh: Mass spectrometry - MS) là một kĩ thuật dùng để đo đạc tỉ lệ khối lượng trên điện tích của ion; dùng thiết bị chuyên dụng là khối phổ kế